# 2019年泛美運動會羽毛球比賽
2019年泛美運動會羽毛球比賽為第18屆泛美運動會的其中一項競賽項目，共產生五面金牌；賽事於2019年7月29日至8月2日在祕魯利馬的Polideportivo 3舉行。

## 賽事資料
賽事包括：男子單打、女子單打、男子雙打、女子雙打及混合雙打五個項目，共有來自22個國家、88位選手參與。
世界羽聯給予本次賽會的參賽選手世界排名積分，亦為2020年奧運羽球比賽參賽資格積分項目之一。

## 獎牌統計

### 國家獎牌榜
| 排名                     | 国家 / 地区              | 金牌 | 銀牌 | 銅牌 | 总计 |
| ------------------------ | ------------------------ | ---- | ---- | ---- | ---- |
| 1                        | 加拿大                   | 4    | 3    | 1    | 8    |
| 2                        | 巴西                     | 1    | 0    | 4    | 5    |
| 3                        | 美国                     | 0    | 2    | 2    | 4    |
| 4                        | 危地马拉                 | 0    | 0    | 2    | 2    |
| 5                        | 古巴                     | 0    | 0    | 1    | 1    |
| 总计（共5个国家 / 地区） | 总计（共5个国家 / 地区） | 5    | 5    | 10   | 20   |

### 項目獎牌榜
| 項目             | 金牌                      | 银牌            | 铜牌                                         |
| 男子單打（詳細） | 伊戈尔·科埃略·德奥利维拉  | 楊燦            | 凱文·科登                                    |
| 男子單打（詳細） | 伊戈尔·科埃略·德奥利维拉  | 楊燦            | 詹森·安東尼·何舒                             |
| 女子單打（詳細） | 李文珊                    | 雷切尔·洪德里克 | 尼克特·亞歷杭德拉·索托馬約爾                 |
| 女子單打（詳細） | 李文珊                    | 雷切尔·洪德里克 | 王苑力                                       |
| 男子雙打（詳細） | 詹森·安東尼·何舒 矢倉尼爾 | 周菲利浦 周賴恩 | 法布里西奥·法里亚斯 弗朗塞尔顿·法里亚斯      |
| 男子雙打（詳細） | 詹森·安東尼·何舒 矢倉尼爾 | 周菲利浦 周賴恩 | 奧斯萊尼·格雷羅 利奧丹尼斯·馬丁內斯·帕拉西奧 |
| 女子雙打（詳細） | 雷切爾·洪德里克 蔡宛廷    | 陳桂雅 傑米·許  | 杰奎琳·利马 薩米亞·利馬                      |
| 女子雙打（詳細） | 雷切爾·洪德里克 蔡宛廷    | 陳桂雅 傑米·許  | Tamires Santos 法比安娜·席尔瓦               |
| 混合雙打（詳細） | 余智華 吳宛菱             | 矢倉尼爾 蔡宛廷 | 法布里西奥·法里亚斯 杰奎琳·利马              |
| 混合雙打（詳細） | 余智華 吳宛菱             | 矢倉尼爾 蔡宛廷 | 舒之顥 寶拉·琳·奧巴娜娜                      |

- 資料來源[5]

## 外部連結
- 官方网站（英文）